# Liste der Bischofsvikare des Bistums Sitten
Die Liste enthält alle bisherigen Bischofsvikare der Diözese Sitten.

## Bischofsvikare
| Name                     | Amtszeit  | Bemerkung                                                     |
| ------------------------ | --------- | ------------------------------------------------------------- |
| Henri Bérard             | 1973–1991 | Für das französischsprachige Unterwallis und den Bezirk Aigle |
| Bruno Lauber             | 1973–1980 | Für das deutschsprachige Oberwallis                           |
| Edmund Lehner            | 1980–1987 | Für das deutschsprachige Oberwallis                           |
| Jean-Michel Girard       | 1983–1992 | Für die Ordensleute                                           |
| André Berchtold          | 1987–1989 | Für besondere Aufgaben                                        |
| Martial-Emmanuel Carraux | 1991–1992 | Für das französischsprachige Unterwallis und den Bezirk Aigle |
| Josef Zimmermann         | 1991–1995 | Für das deutschsprachige Oberwallis                           |
| François-Xavier Amherdt  | 1992–1995 | Für das französischsprachige Unterwallis und den Bezirk Aigle |
| Egide Pittet             | 1994–2006 | Für die Ordensleute                                           |
| Bernard Broccard         | 1995–2000 | Für besondere Aufgaben                                        |
| Stefan Margelist         | 2006–     | Für besondere Aufgaben                                        |